# Kovács József (politikus)
Kovács József (Jászszentlászló, 1951. július 5. – ) magyar orvos, belgyógyász, gasztroenterológus, egészségügyi menedzser, politikus; 2010. május 14. óta a Fidesz – Magyar Polgári Szövetség országgyűlési képviselője.

## Életrajz

### Tanulmányai
Középfokú tanulmányait Kiskunfélegyházán végezte el. 1975-ben a Szegedi Orvostudományi Egyetem általános orvos szakán diplomázott. 1980-ban belgyógyász szakvizsgát tett. 1984-ben gasztroenterológus szakvizsgát tett. 1995-ben a Budapesti Közgazdaságtudományi Egyetem Közgazdasági Továbbképző Intézeténél egészségügyi menedzser végzettséget szerzett. 2004-ben a Debreceni Egyetem Orvos- és Egészségtudományi Centrum Egészségügyi Menedzserképző Központnál menedzser akadémia képzettséget szerzett.
Társalgási szinten tud angolul.

### Politikai pályafutása
1994 és 1998 között, illetve 2001 és 2010 között Gyula helyi önkormányzatának tagja. 1998 és 2006 között a Békés Megyei Önkormányzat megyei közgyűlésének tagja.
2010. május 14. óta a Fidesz – Magyar Polgári Szövetség országgyűlési képviselője, ma a Békés vármegyei 3. számú országgyűlési egyéni választókerület képviselője. 2014. július 4. és 2015. november 1. között a Fidesz – Magyar Polgári Szövetség frakcióvezető-helyettese.